# Oćwieka (Kluki)
Oćwieka – wieś w Polsce, położona w województwie zachodniopomorskim, w powiecie pyrzyckim, w gminie Przelewice. Wchodzi w skład sołectwa Kluki.
W latach 1975–1998 Oćwieka administracyjnie należała do województwa szczecińskiego.

## Nazwa
Nazwa niemiecka miejscowości Woitfick pochodzi prawdopodobnie od starosłowiańskiego słowa voda. W ciągu całej historii miejscowość miała następujące nazwy: około 1300 – de Wotfic (nazwa pochodzi od rycerza Wutfika z okolicy), 1303 – Wotnick, 1426 – Weitfick, 1499 – Hustick, 1523 – Wotficke oraz w 1760 Gutsick.

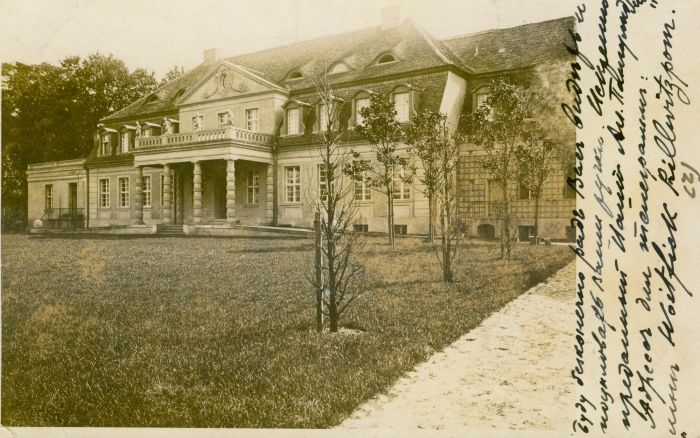
Elewacja nieistniejącego pałacu od strony głównego wejścia.

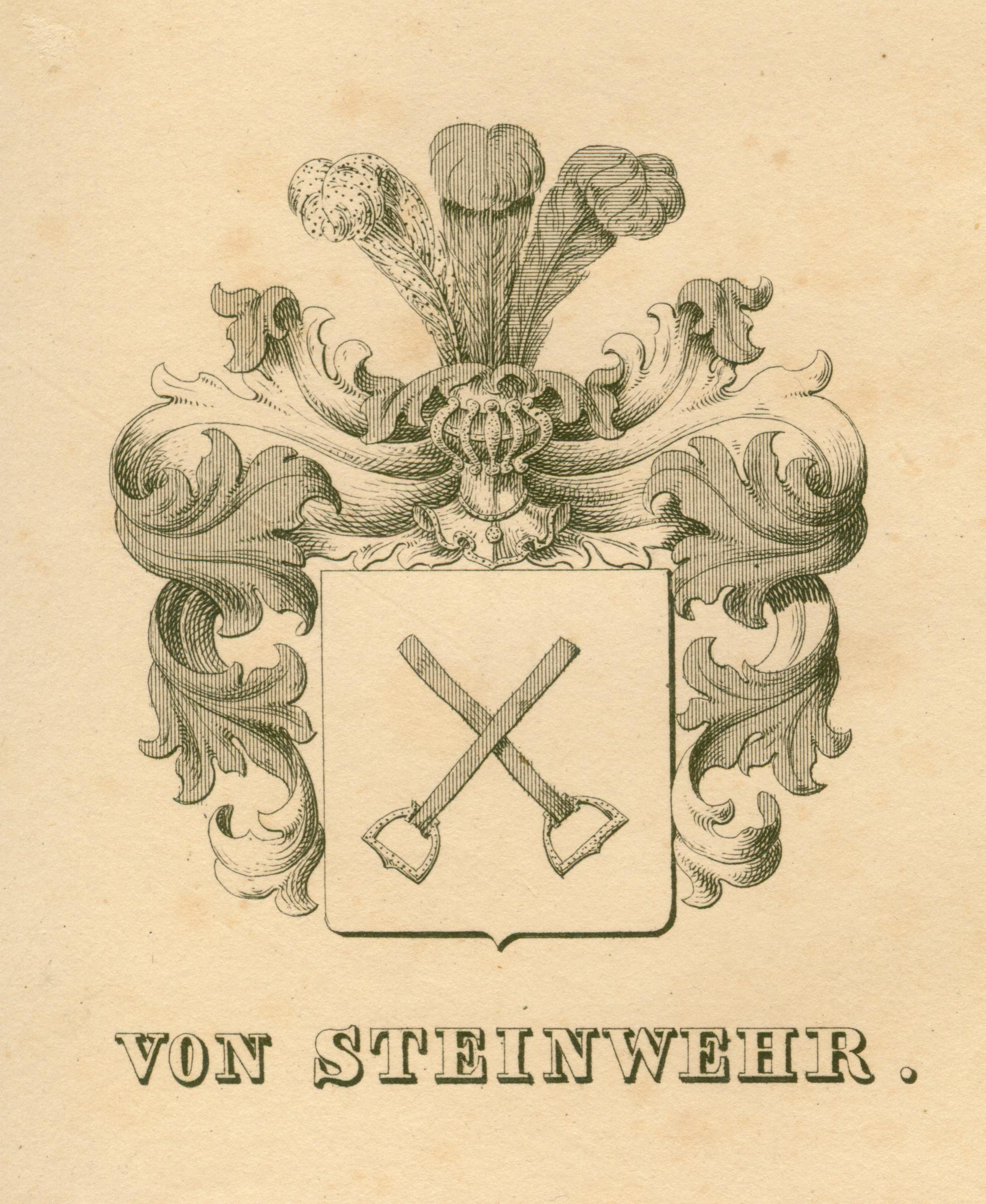
Herb rodu Steinwehr wersja 1.

## Historia
W końcu średniowiecza Oćwieka stanowiła wraz z majątkami we wsiach: Kluki, Kłodzino oraz Nieborowo dobra rodu von Küssowów spod pyrzyckiego Mechowa. Następnie w XV wieku wieś należała do rodu de Zinne, kolejno w latach 1523-1626 przeszła częściowo w posiadanie rodu von Steinwehr.  Bracia z tego rodu Jurgen i Asmus von Steinwehr  w 1515 roku zakupili od  niejakiego Bartholomeusa Glutzkow z Kluk zabudowania chłopskie (4 dwory i 7 chat) oraz udział w młynie, 1/3 udziału we wsi i w polach Kluk oraz udział lenna kościelnego. 
Płyty nagrobne członków rodziny von Steinwehr znajdują się w kościele w pobliskich Klukach. Płyty z piaskowca są zlokalizowane  w pobliżu ołtarza pochodzą z XVI wieku, pierwsza należała do Christopha Steinwehr zm. w 1580. Druga to płyta nagrobna Sophie Hedwiga von Steinwehr zm. w 1597 roku.
W 1792 roku właścicielem majątku był major Hans Georg von Ploetz. W 1809 roku majątek odziedziczył wojskowy, późniejszy radca ziemski  August Ferdinand von Ploetz jako zarządca rodu von der Marwitz-Ludwig. Po jego śmierci 28 sierpnia 1837, majątek przeszedł w posiadanie wdowy Louise z domu Maltzahn i ich pięciorga dzieci (trzech synów i dwie córki). W 1841 roku majątek został sprzedany ekonomowi Bernhardowi Heinrichowi Felixowi Holmowi z Anklam. W 1861 roku nowym właścicielem majątku została rodzina Holtz.
Od 1864 roku cały majątek należały do rodziny Dudy’ch. W 1884 roku właścicielem folwarku był Franz Dudy. Jeden z członków rodziny Dudy jest wymieniony  w spisie poległych z Kluk i Oćwieki w I wojnie światowej co upamiętnia granitowy krzyż przy kościele w Klukach. W 1892 roku majątek liczył 518 ha ziemi (Oćwieka razem z  Klukami). 
W 1905 roku folwark przeszedł na rzecz Hansa Lange. W latach 1914–1920 właścicielem majątku został porucznik (od 1929 roku kapitan) Max Schulz. W 1939' roku do 1945 właścicielką majątku, który obejmował 894 ha ziemi była Auguste Victoria Glahn znana z zamiłowania do hodowli koni.

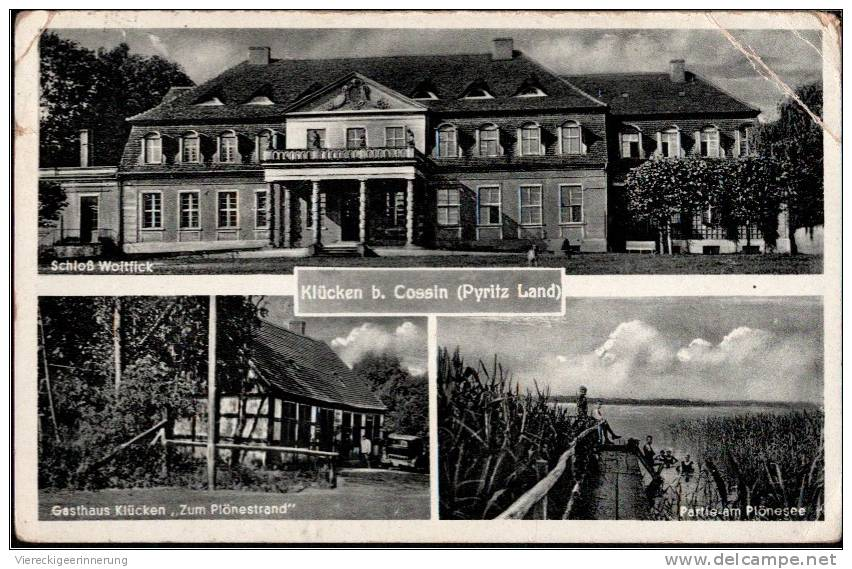
Pocztówka z pałacem i widokiem jeziora oraz karczmy.